# Oberlauterbach
Oberlauterbach es una localidad y comuna francesa, situada en el departamento de Bajo Rin en la región de Alsacia.
Limita al norte con Salmbach, al noreste con Niederlauterbach y Neewiller-près-Lauterbourg, al sureste con Wintzenbach, al sur con Eberbach-Seltz, al suroeste con Crœttwiller y Kaidenbourg y al noroeste con Siegen.

## Demografía
| 341 | 350 | 340 | 343 | 396 | 459 |
| Para los censos de 1962 a 1999 la población legal corresponde a la población sin duplicidades (Fuente: INSEE [Consultar]) |     |     |     |     |     |